# Russula tawai
Espèce
Russula tawai est une espèce de champignons (Fungi) basidiomycètes de la famille des Russulaceae. 
Cette Russule est endémique de Nouvelle-Zélande et associée aux Nothofagus dont N. fusca et N. menziesii. Elle se caractérise par des lames jaune crème, typiquement avec des bords teintés de violet, des pleurocystides à paroi mince, des cheilocystides filamenteuses à paroi mince et un goût des lames lentement âcre. Elle appartient à la section Rigidae.

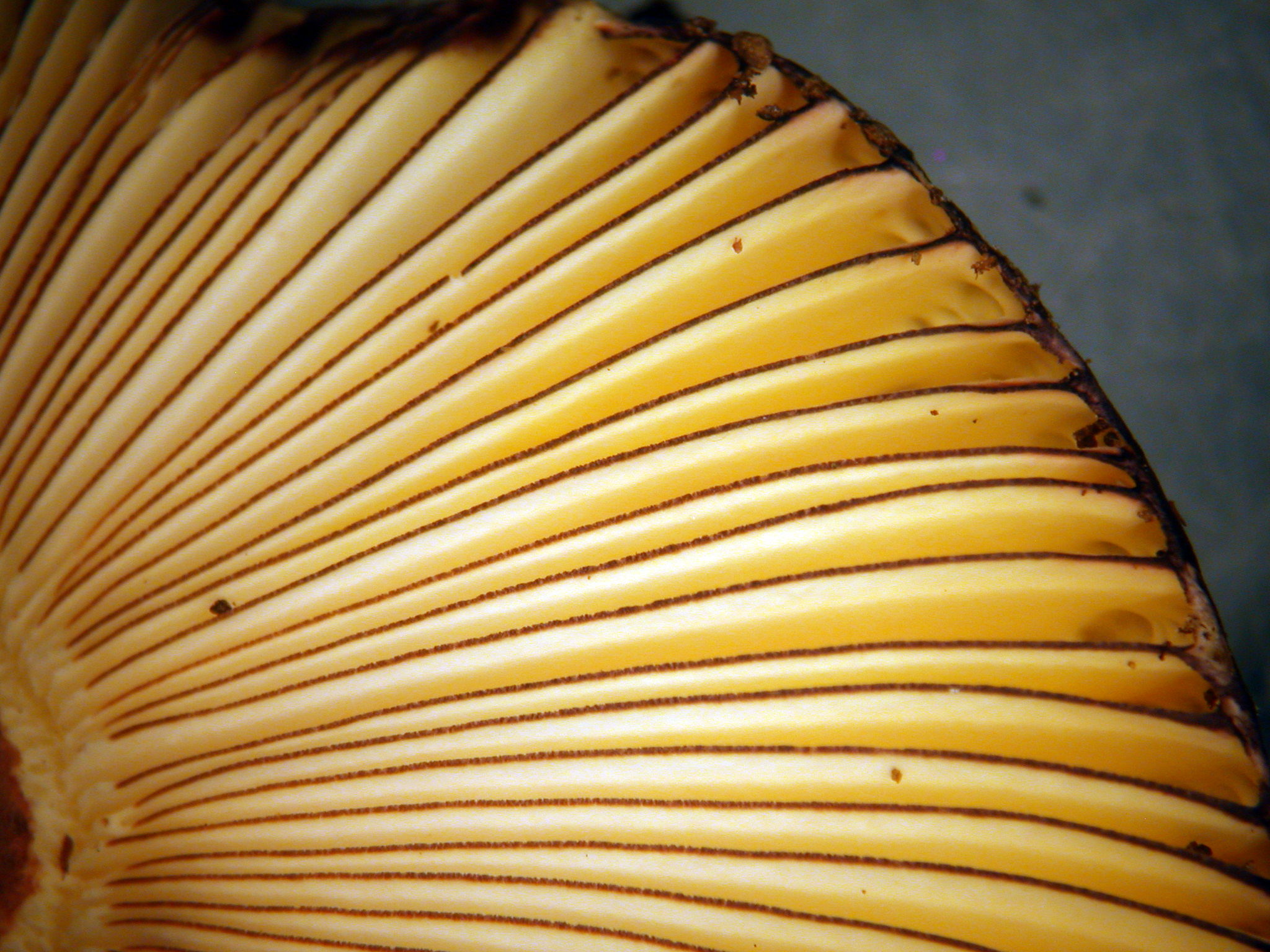
Russula tawai - lames crèmes teintées de violet sur leurs bordures